# Elecciones generales de Granada de 2013
Las elecciones generales de Granada de 2013 tuvieron lugar el 19 de febrero del mencionado año con el objetivo de renovar los 15 escaños de la Cámara de Representantes, con base en cuya composición se integró el Senado, configurando el Parlamento de Granada para el período 2013-2018. Se trató de los octavos comicios que tenían lugar en Granada desde su independencia del Reino Unido en 1974, así como los séptimos desde la invastión estadounidense de 1983. Fueron también las decimoquintas elecciones bajo sufragio universal en el país.
El gobierno del primer ministro Tillman Thomas llegó a las elecciones severamente afectado por las consecuencias de la crisis financiera global en medio de un fuerte aumento de la deuda externa y un alza del desempleo, que rondaba el 30% para principios de 2013. Al mismo tiempo, la administración de Thomas se caracterizó por duros conflictos en el seno del partido gobernante, el liberal Congreso Nacional Democrático (NDC), lo que debilitó su unidad de cara a los comicios. Thomas defendió su gestión, afirmando que los problemas se debían a la situación económica global y prometió invertir en agricultura, energías renovables y turismo. El principal partido de la oposición, el conservador Nuevo Partido Nacional (NNP), concurrió liderado por el ex primer ministro Keith Mitchell, que centró su campaña en promover el conservadurismo fiscal y la generación de empleo. Aunque otros seis partidos presentaron candidaturas, solo el NDC y el NNP presentaron suficientes candidatos para aspirar a una mayoría absoluta. El Partido Laborista Unido de Granada (GULP), que había perdido casi toda su presencia en 2008, no presentó candidatos, la primera elección en la historia de Granada en la que los laboristas no compitieron.
Las elecciones resultaron en un triunfo abrumador para el NNP, que logró el 58,71% de los votos válidamente emitidos y ganó las quince circunscripciones, ocupando de este modo los 15 escaños de la Cámara de Representantes y garantizando el retorno de Keith Mitchell al gobierno después de cinco años en oposición. El NDC no logró retener ninguna circunscripción a pesar de haber recibido el 40,79% de los votos y fue expulsado del poder con la peor derrota electoral sufrida por un gobierno en funciones en la historia granadina. Los demás partidos reunieron, unidos, un 0,5% de las preferencias restantes. La participación fue del 88,58% del electorado registrado, lo que se mantiene hasta la fecha como la concurrencia más alta desde la instauración del sufragio universal en el país.
Mitchell asumió como primer ministro al día siguiente de las elecciones, el 20 de febrero. Dado el fracaso del NDC para obtener escaños, el cargo de líder de la Oposición en la Cámara de Representantes permaneció vacante (la segunda vez que esto ocurría después de 1999). No obstante, el Gobernador General Carlyle Glean designó a tres candidatos del NDC (Nazim Burke, Franka Bernardine y George Vincent) como miembros del Senado en representación de la Oposición.

## Antecedentes
Las elecciones generales de 2008 resultaron en una amplia victoria para el Congreso Nacional Democrático, liderado por Tillman Thomas, que obtuvo 11 escaños parlamentarios contra 4 del Nuevo Partido Nacional, del hasta entonces primer ministro Keith Mitchell, gobernante desde 1995. Thomas asumió de este modo como primer ministro y formó gobierno. Mitchell asumió como líder de la Oposición. Los comicios habían tenido lugar en el contexto de los primeros meses de la crisis financiera global, que repercutió con fuerza en la economía granadina, basada mayormente en el turismo y la agricultura. El deterioro económico inicial, sumado a los escándalos de corrupción en el entorno de Mitchell, habían debilitado la hegemonía del NNP después de trece años. Thomas emprendió una renovación en el liderazgo del NDC después de las luchas internas que habían devastado el partido a finales de la década de 1990, con la rehabilitación de dirigentes que habían formado parte del régimen socialista (1979-1983) y logró ganar las elecciones con una plataforma centrada en la transparencia institucional y un modelo económico «más inclusivo».
Sin embargo, durante la administración de Thomas, la situación económica del país continuó empeorando. La deuda pública creció considerablemente, mientras que el desempleo comenzó a aumentar a ritmo acelerado, volviendo a representar a un 30 % de la población. Del mismo modo, el período vio un aumento repentino de la criminalidad armada y la inseguridad pública, que impactó en el turismo. Asimismo, el gobierno se sumió en una serie de conflictos en el seno del NDC, particularmente entre Thomas y una facción encabezada por Peter David, parlamentario por la Ciudad de Saint George. El año 2012 se caracterizó por un agravamiento de estos conflictos. En septiembre del mismo año, Thomas acusó públicamente a más de diez miembros destacados del NDC (algunos de los cuales eran parlamentarios en ejercicio y funcionarios en ejercicio del gobierno) de operar en su contra y los expulsó del partido. Siete de estos, liderados por Glynis Roberts, resolvieron fundar por separado el Frente Nacional Unido a finales del año. Aunque el partido tendría una influencia marginal, la fractura debilitó considerablemente el capital político del oficialismo.
La Cámara de Representantes elegida en 2008 debía finalizar su mandato en agosto de 2013, con la fecha límite para la realización de las siguientes elecciones fijada para octubre. Sin embargo, como consecuencia de la crisis interna en el partido gobernante y la mala situación económica, Thomas resolvió adelantar las elecciones. El 13 de enero de 2013, durante una concentración de partidarios del NDC en la estación de autobuses de Sauteurs, Thomas anunció públicamente la disolución del Parlamento y la convocatoria electoral.

## Sistema electoral
| Mapa                    | Circunscripción               | Parlamentarios (2008) | Parlamentarios (2008) | Parlamentarios (2008) |
| ----------------------- | ----------------------------- | --------------------- | --------------------- | --------------------- |
|                         | Carriacou y Pequeña Martinica | Elvin G. Nimrod       |                       | NNP                   |
| Saint Andrew North East | Roland Bhola                  |                       | NNP                   |                       |
| Saint Andrew North West | Sylvester Quarless            |                       | NDC                   |                       |
| Saint Andrew South East | Patrick Simmons               |                       | NDC                   |                       |
| Saint Andrew South West | Alleyne Walker                |                       | NDC                   |                       |
| Saint David             | Michael D. Lett               |                       | NDC                   |                       |
| Ciudad de Saint George  | Peter C. David                |                       | NDC                   |                       |
| Saint George North East | Nazim Burke                   |                       | NDC                   |                       |
| Saint George North West | Keith Mitchell                |                       | NNP                   |                       |
| Saint George South      | Glynis Roberts                |                       | NDC                   |                       |
| Saint George South East | Ignatiaus K. Hood             |                       | NDC                   |                       |
| Saint John              | Michael A. Church             |                       | NDC                   |                       |
| Saint Mark              | Clarice Modeste-Curwen        |                       | NNP                   |                       |
| Saint Patrick East      | Tillman Thomas                |                       | NDC                   |                       |
| Saint Patrick West      | Joseph Gilbert                |                       | NDC                   |                       |

Los comicios se realizaron bajo el texto constitucional instaurado en 1974 y la Ley de Elecciones para la Cámara de Representantes de 1958. Bajo las disposiciones vigentes, Granada era una monarquía parlamentaria en el marco de la Mancomunidad de Naciones, con Isabel II como jefa de estado representada localmente por un Gobernador General, mientras que la jefatura de gobierno residía en un primer ministro y su gabinete dependientes de la confianza del Parlamento. El sistema parlamentario granadino estaba modelado en torno al sistema Westminster, compuesto por una Cámara de Representantes elegida por voto popular y un Senado designado en base a la composición de la Cámara. Las elecciones generales se realizarían cada cinco años, aunque el Parlamento podía ser disuelto para convocar a elecciones anticipadas antes del final del mandato.
Todos los ciudadanos de la Mancomunidad de Naciones con residencia permanente en Granada que fueran mayores de dieciocho años tendrían derecho a voto. El sistema electoral para las elecciones a la Cámara de Representantes sería el escrutinio mayoritario uninominal. El país estaba dividido en quince circunscripciones, cada una de las cuales estaría representada por un miembro del Parlamento elegido a simple mayoría de votos. Todos los electores calificados con domicilio o residencia en el país o residencia durante al menos doce meses inmediatamente antes de la votación y que supieran leer y hablar en inglés con fluidez tendrían derecho a presentarse como candidatos. Quedarían excluidos los que tuvieran una quiebra no liquidada, debieran lealtad a un estado extranjero, fueran declarados mentalmente insanos o pesara sobre ellos una sentencia de muerte o prisión superior a un año, así como determinados funcionarios del gobierno. El potencial candidato debía presentar el aval de seis electores registrados en su circunscripción y un depósito monetario de EC$300. Si el candidato obtenía menos del 12,5% de los votos, el depósito sería entregado al Estado.
El partido político que obtuviera una mayoría en la Cámara de Representantes o lograse reunir los respaldos para gozar de la confianza del cuerpo tendría derecho a formar gobierno, y su líder sería nombrado primer ministro. Al líder del partido con más escaños que no formara parte del gobierno le correspondería el cargo de líder de la Oposición. El Senado sería designado por el Gobernador General después de las elecciones. Se designarían siete senadores nombrados por consejo del primer ministro, tres por consejo del líder de la Oposición y tres independientes por consejo del primer ministro después de haber consultado con grupos de la sociedad.

## Partidos y candidaturas
La nominación de candidatos tuvo lugar el 1 de febrero de 2013. Debido a los conflictos en el seno del NDC y a la fundación de una serie de partidos minoritarios en los años anteriores, se trató del proceso electoral granadino con mayor número de fuerzas en disputa en la historia del país. Sin embargo, la desaparición fáctica del Partido Laborista Unido de Granada (que decidió no disputar una elección por primera vez desde la instauración del sufragio universal) provocó que solo el Congreso Nacional Democrático y el Nuevo Partido Nacional pudieran disputar las quince circunscripciones. Asimismo, ninguno de los partidos minoritarios disputó más de tres escaños, la primera elección desde 1976 en la que solo dos fuerzas políticas disputaban una mayoría absoluta.
| Circunscripción               | NDC                   | NNP                    | NUF                | MIC               | GRP            | GOD              | GUPM            | PULP              | Independiente |
| ----------------------------- | --------------------- | ---------------------- | ------------------ | ----------------- | -------------- | ---------------- | --------------- | ----------------- | ------------- |
| Carriacou y Pequeña Martinica | Randolph Fleary       | Elvin Nimrod           |                    | Clint John        |                |                  |                 |                   |               |
| Saint Andrew North East       | Terry Hillaire        | Roland Bhola           |                    |                   |                |                  |                 |                   | Raleigh Date  |
| Saint Andrew North West       | Alleyne Walker        | Delma Thomas           |                    |                   |                |                  |                 |                   |               |
| Saint Andrew South East       | Patrick Simmons       | Emmalin Pierre         |                    |                   |                |                  |                 |                   |               |
| Saint Andrew South West       | Sylvester Quarless    | Yolande Bain-Hordsford |                    |                   |                |                  |                 |                   |               |
| Saint David                   | Adrian Thomas         | Oliver Thomas Joseph   |                    |                   |                | Francis McBurnie |                 |                   |               |
| Ciudad de Saint George        | Franka Bernardine     | Nickolas Steele        | Simon Sandiford    |                   |                |                  |                 |                   |               |
| Saint George North East       | Nazim Burke           | Tobias Clement         |                    | Lawrence Amadé    | Martin Edwards |                  | Oswald McBurnie |                   |               |
| Saint George North West       | Ali Dowden            | Keith Mitchell         |                    |                   | Desmond Sandy  | Oswald Peter     |                 |                   |               |
| Saint George South            | Bernadette Merle Myer | Alexandra Otway-Noël   | Glynis Roberts     |                   |                |                  |                 |                   |               |
| Saint George South East       | Randall Robinson      | Gregory Bowen          | Ferron Curlan Lowe | Abdurraheem Jones |                |                  |                 |                   |               |
| Saint John                    | George Vincent        | Alvin DaBreo           |                    |                   | Lyntoria Welch |                  |                 |                   |               |
| Saint Mark                    | Denneth Modeste       | Clarice Modeste        |                    |                   |                |                  |                 |                   |               |
| Saint Patrick East            | Tillman Thomas        | Carl Caton             | Valdon Paul        |                   |                |                  |                 | Winston Frederick |               |
| Saint Patrick West            | Joseph Andall         | Anthony Boatswain      |                    |                   |                |                  |                 |                   |               |

## Campaña
La campaña electoral duró desde el día de la nominación el 1 de febrero hasta el 17 de febrero, dos días antes de los comicios. La ausencia de terceros partidos viables que disputaran una mayoría por primera vez resultó en una contienda completamente dominada por el bipartidismo. Sin embargo, el ambiente electoral se consideró mucho más pacífico que en comicios anteriores, donde se habían reportado casos de violencia. Sin embargo, la organización por parte de la Grenada Broadcasting Network de un debate nacional televisado entre Tillman Thomas y Keith Mitchell se vio afectada por la negativa de Thomas a concurrir, lo que fue duramente criticado por la oposición.
El oficialista Congreso Nacional Democrático centró su discurso en defender su historial de gobierno. Contrarrestado por la crisis económica y las deserciones internas, el primer ministro Tillman Thomas buscó reconocer que el camino había sido «incierto y complicado» y presentar un enfoque optimista de cara al futuro, reafirmando los proyectos iniciados durante la gestión y la necesidad de continuarlos. Su manifiesto, titulado «Your Best Choice» (del inglés: «Tu Mejor Opción») enfatizaba la necesidad de diversificar la economía, con propuestas orientadas al fomento del turismo, la agricultura y las pequeñas empresas como motores de crecimiento económico y generación de empleo. En el ámbito social, el NDC prometió mejoras significativas en la educación y la salud, con la meta de ampliar el acceso a servicios públicos esenciales. El partido también se comprometía a reforzar la transparencia gubernamental (una de sus principales banderas en la campaña de 2008) y fortalecer la participación ciudadana en los procesos democráticos. Sin embargo, la campaña del NDC en general encontró una recepción fría por parte de comentaristas políticos, calificándola como desesperada. Asimismo, las deserciones y expulsiones hicieron ver débil al liderazgo de Thomas. La mayoría de los medios de comunicación locales estimaron que el partido gobernante enfrentó las elecciones en clara desventaja.
Por su parte, el opositor Nuevo Partido Nacional, liderado por Keith Mitchell, centró su discurso en criticar el estado de la situación general del país bajo el gobierno del NDC, enfocándose en el alto desempleo (un tópico que había sido clave en su primera llegada al poder en 1995). El NNP lanzó su manifiesto, titulado «We Will Deliver!» (del inglés: «¡Nosotros Cumpliremos!»), el 12 de febrero. Mitchell achacó el desempleo a políticas económicas obsoletas y cuestionó que el único rubro que había crecido en Granada durante los anteriores cuatro años y medio fuera el sector público. El partido prometió que reduciría el desempleo a través de políticas que estimularían las actividades del sector privado, mejorarían los incentivos fiscales, revitalizarían sectores económicos clave e implementarían un genuino programa de estímulo económico. En materia fiscal, el NNP se comprometió a reestructurar el régimen tributario para hacerlo más transparente y equitativo, revisando el impuesto al valor agregado para simplificarlo. Mitchell defendió en sus discursos la integración regional, sobre todo la CARICOM y la OECO. Asimismo, el NNP propuso discutir una serie de reformas a la constitución de 1974, afirmando que había que corregir las «debilidades del sistema». Mitchell declaró haber conversado la cuestión con Thomas y sostuvo que, tras encontrar puntos en común, los «cambios constitucionales más viables» se harían por acuerdo entre el NNP y el NDC.
El escenario de los terceros partidos fue mucho más marginal que en elecciones anteriores y su presencia en los medios se vio más reducida. El Frente Nacional Unido fue el más destacado, realizando una encendida campaña contra la polarización entre el NDC y el NNP, aunque el hecho de disputar solamente tres escaños lo privó de credibilidad. Su líder, Glynis Roberts, declaró que el partido no se sentía listo para liderar del gobierno, pero que buscaría representación parlamentaria para defender un «programa de nueve puntos» basado en el aumento de empleos de alto rendimiento, el desarrollo del sector agrícola, la mejora de los servicios de salud, la educación, el turismo y la implementación de programas de orientación social que favorecieran los lazos familiares. El Partido GOD del predicador Justin Francis McBurnie hizo público un manifiesto con una serie de promesas que incluían políticas económicas socialistas mezclada con promesas sociales basadas en el fundamentalismo cristiano. Aunque el Partido Laborista Unido de Granada no disputó las elecciones, Winston Frederick, que había ejercido como parlamentario por Saint Patrick East entre 1990 y 1995, buscó retornar a su escaño como candidato del pequeño Partido Laborista Unido Popular, llegando a destacar por sus promesas «excéntricas» como construir un puente entre Saint Patrick y Carriacou y convencer a Disneyland de abrir un parque en Granada.

## Observación internacional
Al igual que anteriores comicios granadinos, las elecciones contaron con la presencia de una misión observadora de la Organización de Estados Americanos y otra de la Comunidad del Caribe. El informe publicado por la OEA después de los comicios elogió la transparencia de la administración electoral y encontró mejoras consistentes en el nuevo proceso de registro electoral. También valoró la alta participación y el comportamiento «civil y pacífico» de la población durante todo el proceso. Realizó algunas recomendaciones respecto a las políticas en torno al financiamiento partidario y el registro de partidos políticos, y también cuestionó la subrepresentación de las mujeres en las candidaturas. De los 48 candidatos, solo 9 eran mujeres (4 de las cuales resultaron electas). La CARICOM elogió el proceso, cosiderando que «el pueblo de Granada pudo ejercer sus derechos democráticos de manera cívica y responsable».

## Resultados

### Nivel general
Las elecciones resultaron en una victoria arrolladora para el Nuevo Partido Nacional (NNP), liderado por Keith Mitchell, que retornó al poder con un 58,71 % de los votos válidamente emitidos y arrasó en las quince circunscripciones nacionales, ocupando, de este modo, la totalidad de los escaños en la Cámara de Representantes. Se trató de la segunda vez que este fenómeno tenía lugar después de 1999 y constituyó el triunfo más abrumador para un partido hasta entonces en oposición. El NNP obtuvo mayoría absoluta de votos en todas las circunscripciones, fenómeno que en ese momento no tenía precedentes en una elección granadina. La victoria más abrumadora para el partido fue en Saint George North West, donde el propio Mitchell retuvo su escaño con un 88,77 % de los votos y provocó que todos sus competidores perdieran sus depósitos, mientras que la más ajustada fue en Saint George North East, donde de todas formas su candidato Tobias Clement resultó electo con el 51,55 %. Los apoyos al NNP estuvieron bastante distribuidos, aunque la mayoría de sus triunfos más fuertes estuvieron localizados en la región occidental de la isla principal, con el centro y el norte de la misma como regiones más competitivas. Mitchell asumió como primer ministro a la mañana siguiente de las elecciones, el 20 de febrero.
Por su parte, el Congreso Nacional Democrático (NDC) fue expulsado del poder por un margen aplastante y sufrió la que se mantiene hasta la fecha como la peor derrota electoral para un gobierno en funciones en la historia granadina. A pesar de obtener el 40,79 % de los votos (lo que estuvo por encima de las elecciones de 1990 y 1995, en las cuales había obtenido escaños) todos sus candidatos resultaron derrotados. El propio Tillman Thomas perdió su escaño en Saint Patrick East ante Carl Caton (del NNP) a pesar de estar entre los candidatos del partido con mejor desempeño, con un 47,14 %. El candidato del partido con mejor desempeño fue el ministro de Finanzas Nazim Burke, que logró el 48,13 %Saint George North East, aunque de todas formas perdió contra Tobias Clement (del NNP). El peor resultado para el partido fue en Saint George North West, la circunscripción de Keith Mitchell, donde Ali Dowden obtuvo solo el 10,70 % de los votos y fue el único candidato del partido que perdió su depósito. A pesar de la derrota, la elección demostró la prevalencia de un electorado bipartidista. El NDC superó el 40 % de los votos en diez circunscripciones y solo en dos obtuvo menos de un 35 %. La totalidad de los candidatos de los terceros partidos perdieron sus depósitos.
|  | 58.71 % |

|  | 40.79 % |

|  | 0.34 % |

|  | 0.04 % |

|  | 0.03 % |

|  | 0.03 % |

|  | 0.04 % |

|  | 0.02 % |

|  | 0.01 % |

|  | 99.63 % |

|  | 0.37 % |

|  | 100.00 % |

|  | 88.58 % |

### Resultados por circunscripción
|  | 59.22 % |

|  | 40.33 % |

|  | 0.45 % |

|  | 100.00 % |

|  | 86.59 % |

|  | 63.18 % |

|  | 36.82 % |

|  | 100.00 % |

|  | 87.25 % |

|  | 54.66 % |

|  | 45.34 % |

|  | 100.00 % |

|  | 87.10 % |

|  | 56.10 % |

|  | 43.75 % |

|  | 0.15 % |

|  | 100.00 % |

|  | 83.45 % |

|  | 55.24 % |

|  | 44.76 % |

|  | 100.00 % |

|  | 91.09 % |

|  | 55.90 % |

|  | 43.89 % |

|  | 0.21 % |

|  | 100.00 % |

|  | 89.30 % |

|  | 60.48 % |

|  | 39.43 % |

|  | 0.09 % |

|  | 100.00 % |

|  | 86.37 % |

|  | 51.55 % |

|  | 48.13 % |

|  | 0.15 % |

|  | 0.08 % |

|  | 0.08 % |

|  | 100.00 % |

|  | 87.50 % |

|  | 88.77 % |

|  | 10.70 % |

|  | 0.30 % |

|  | 0.23 % |

|  | 100.00 % |

|  | 88.35 % |

|  | 57.36 % |

|  | 41.19 % |

|  | 1.37 % |

|  | 0.08 % |

|  | 100.00 % |

|  | 87.86 % |

|  | 59.10 % |

|  | 38.88 % |

|  | 2.02 % |

|  | 100.00 % |

|  | 85.29 % |

|  | 56.46 % |

|  | 43.44 % |

|  | 0.10 % |

|  | 100.00 % |

|  | 88.30 % |

|  | 68.66 % |

|  | 31.34 % |

|  | 100.00 % |

|  | 88.55 % |

|  | 51.94 % |

|  | 47.14 % |

|  | 0.52 % |

|  | 0.41 % |

|  | 100.00 % |

|  | 90.53 % |

|  | 53.79 % |

|  | 46.21 % |

|  | 100.00 % |

|  | 90.71 % |